# Nessa (Teuchern)
Nessa – dzielnica miasta Teuchern w Niemczech, w kraju związkowym Saksonia-Anhalt, w powiecie Burgenland.
Do 30 czerwca 2007 gmina należała do powiatu Weißenfels. Do 31 grudnia 2010 należała do wspólnoty administracyjnej Vier Berge-Teucherner Land.

## Geografia
Nessa leży na południe od miasta Weißenfels.
W skład dzielnicy wchodzą:  
- Dippelsdorf
- Kössuln
- Obernessa
- Unternessa
- Wernsdorf

## Współpraca
Miejscowość partnerska:
- Saint-Jean-Bonnefonds, Francja